# Joseph Eustace
Pour les articles homonymes, voir Eustace.
 (février 2019).
Sir Joseph Eustace, né le 28 février 1908 à Mayreau (Saint-Vincent-et-les-Grenadines), mort le 2 novembre 1996, est un ancien Gouverneur général de Saint-Vincent-et-les-Grenadines.

## Biographie
Joseph Eustace est le second fils de Reynold Lambert Eustace et de Béatrice Saint-Hilaire. Avec son frère John Parmenas Eustace, il a fondé l'école intermédiaire en novembre 1926 et y enseigna jusqu'en 1932 quand il a rejoint le personnel de la Saint-Vincent Boys Grammar School.
Joueur de cricket dans sa jeunesse, il a conservé une participation continue dans le sport. Il a également été un lecteur avide[Quoi ?] et champion national d'échecs et apprécié le travail du bois dans ses temps libres[Interprétation personnelle ?].
Il épousa Elaine Harold en 1941 et eurent une fille, Elaine Marjorie Delores, née en 1942. Sa femme est morte peu de temps après et il a été marié une deuxième fois à Faustine Gatherer en 1947. Ils eurent un fils, Reynold Lambert Mountbatten en 1948 et une fille, Margaret-Ann, en 1952.
De 1950 à 1959 il était directeur de l'usine d'égrenage de coton à Richmond Hill. L'usine d'égrenage brûla en 1959 et n'a pas été reconstruite. Il a ensuite construit et exploité sa propre huile et savonnerie avec une usine d'égrenage de coton à Montrose de 1960 à 1967.
En 1963, il devint membre de Parti travailliste uni dirigé par Milton Cato et remporte un siège aux élections 1964. Le parti reste cependant dans l'opposition. Il a été réélu député aux élections de 1967 que le Parti travailliste a gagné et est ensuite devenu ministre de l'Éducation jusqu'à sa démission en 1971. Il a été nommé président de la Chambre de l'Assemblée où il a occupé cette de 1972 à 1974 avant de se retirer. Il a été nommé gouverneur général de Saint-Vincent-et-les-Grenadines en février 1985 et a occupé ce poste jusqu'en 1988.
Il meurt le 2 novembre 1996.